# Brasil ID
Brasil-ID é o Sistema Nacional de Identificação, Rastreamento, e Autenticação de Mercadorias e baseia-se na tecnologia RFID - ou Identificação por radiofrequência. 
Através de um acordo de cooperação técnica firmado em 31 de agosto de 2009 entre o Ministério da Ciência e Tecnologia - MCT, as Secretarias de Fazenda, Receita e Tributação dos Estados através do CONFAZ e a Receita Federal do Brasil, foi formalizado o início do Sistema Nacional de Identificação, Rastreamento e Autenticação de Mercadorias, nominado como “Brasil-ID”, que se baseia no emprego da tecnologia de Identificação por Radiofreqüência (RFID), e outras acessórias integradas para realizar, dentro de um padrão único, a Identificação, Rastreamento e Autenticação de mercadorias em produção e circulação pelo país. O projeto é coordenado pelo Centro de Pesquisas Avançadas Wernher von Braun em conjunto com o Encontro Nacional de Coordenadores e Administradores Tributários Estaduais, o ENCAT.
Objetivo Geral
Desenvolver e implantar uma infraestrutura tecnológica de hardware e software que garanta a identificação, rastreamento e autenticação de mercadorias produzidas e em circulação pelo Brasil, com a utilização de chips RFID, visando padronizar, unificar, interagir, integrar, simplificar, desburocratizar e acelerar o processo de produção, logística e de fiscalização de mercadorias pelo país.
Objetivos Específicos
- Racionalizar e agilizar, no âmbito do governo, os procedimentos de auditoria e fiscalização de tributos, e melhorar e prestação de serviços;
- Propiciar, no âmbito das empresas, redução significativa de custos e melhoria nos processos de produção, armazenagem, distribuição e logística;
- Propiciar, no âmbito do governo, maior controle da industrialização, comercialização, circulação de mercadorias e prestações de serviços, no intuito de reduzir significativamente a sonegação fiscal, o contrabando, o descaminho, a falsificação e furto de mercadorias no país, favorecendo, portanto, a um ambiente de concorrência leal;
- Criar um sistema nacional de gestão do Brasil-ID (Back-Office) que interaja e integre aos sistemas do governo e das empresas que poderão demandar ou prover recursos ao mesmo;
- Especificar, analisar, projetar, dimensionar e desenvolver softwares básicos de gestão nacional e centralizada de dados e transações do Brasil-ID;
- Desenvolver soluções de integração de sistemas (middleware), que possibilitará a integração, de forma automática, dos diversos sistemas de informação que irão interagir com os sistemas do Brasil-ID, como, por exemplo, a interface de comunicação com os sistemas da Nota Fiscal Eletrônica. Além disto, o middleware também suportará comunicação padronizada para integração de todos os Leitores de RFID e Sistemas de Comunicação associados que estarão distribuídos pelo território nacional;
- Especificar, projetar e implantar infraestrutura tecnológica para as Secretarias de Fazenda, Receita e Tributação e Receita Federal para integração com o Brasil-ID;
- Especificar, projetar e desenvolver softwares especializados para a integração, gestão e geração de dados e controles inteligentes que garantam uma célere e eficaz fiscalização nos postos fiscais, comandos volantes e auditorias nas empresas a partir das interações ocorridas entre os sistemas estruturantes dos Estados e o Brasil-ID;
- Regulamentar para todo território nacional o uso da tecnologia RFID, visando atender as demandas do segmento de governo e empresarial;
- Desenvolver sistemas de informação com interface web com diferentes níveis de permissão, para garantir acessos restritos a diferentes tipos de informações;
- Adquirir, desenvolver e implementar toda a infraestrutura tecnológica, para completa operacionalização do Brasil-ID, incluindo servidores, leitores de tags RFID e sensores para os postos fiscais, dentre outros.